# Alain Decaux
Alain Decaux (Lilla, 23 luglio 1925 – Parigi, 27 marzo 2016) è stato uno storico francese, membro dell'Académie française (seggio 9) dal 15 febbraio 1979.

## Biografia

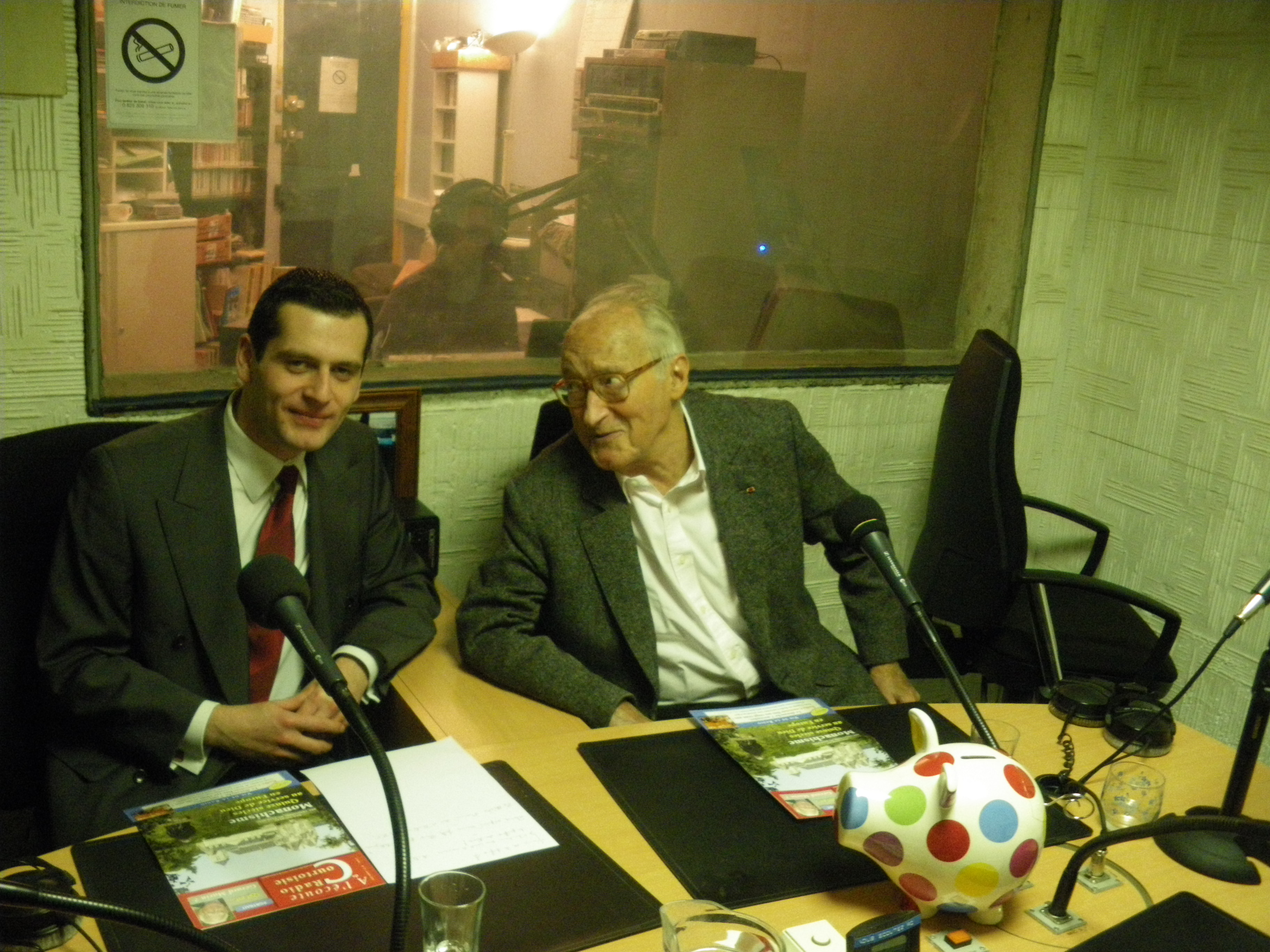
Alain Decaux (a destra) con Simon Le Boeuf nel 2010

Ha realizzato molti programmi volti alla divulgazione della storia, insieme al suo grande amico e collaboratore André Castelot; ha lavorato anche con Jean Tulard, Jean-François Chiappe e Marcel Jullian.
È noto anche per il suo talento di narratore. Dal 1951 al 1997 ha tenuto una rubrica radiofonica settimanale, chiamata La Tribune de l'Histoire alla radio. Dal 1969 al 1981 ha altresì presentato un programma televisivo, chiamato Alain Decaux raconte, collaborando anche a un altro programma tv, La caméra explore le temps (dal 1957 al 1966), raddoppiato per un paio d'anni da Énigmes de l'histoire (a cura del regista Stellio Lorenzi).
Dal 1970 al 1997, è stato presidente della "Société des Amis d'Alexandre Dumas".
È stato eletto all'Académie française il 15 febbraio 1979, lo stesso giorno di Henri Gouhier. È succeduto a Jean Guéhenno al nono seggio.
È stato ministro delegato alla Francofonia nel secondo governo Rocard, dal 28 giugno 1988 al 16 maggio 1991. È anche membro straniero dell'Accademia rumena.
Nel 2005, è stato con Frédéric Beigbeder e Jean-Pierre Thiollet uno degli invitati principali del Salone del Libro di Beirut.

## Opere
- Louis XVII retrouvé, Perrin, 1947
- Létizia. Napoléon et sa mère, Perrin, 1949
- La Conspiration du général Mallet, Perrin, 1952
- La Médaille militaire, Perrin, 1952
- La Castiglione, Dame de Cœur de l'Europe, Amiot et Dumont, 1953
- De l'Atlantide à Mayerling, Perrin, 1954
- La belle histoire de Versailles, Perrin, 1954
- Les grandes heures de Versailles, Perrin, 1954
- Cet autre Aiglon, le Prince impérial, Perrin, 1957
- L'Empire, l'amour et l'argent, Perrin, 1958
- Les Heures brillantes de la Côte d'Azur, Perrin, 1964
- Grands Mystères du passé, Perrin, 1964
- Grands secrets, grandes énigmes, Perrin, 1966
- Nouveaux dossiers secrets de l'Histoire, Perrin, 1967
- Les Rosenberg ne doivent pas mourir, Perrin, 1968
- Grandes aventures de l'Histoire, Perrin, 1968
- Le Livre de la famille impériale, Perrin, 1969
- La Belle Histoire des marchands de Paris, Perrin, 1971
- Histoire des Françaises, 2 voll., Perrin, 1972
- Les Face à Face de l'Histoire, Perrin, 1977
- Danton et Robespierre, Perrin, 1979
- L'Histoire en question, 2 voll., Perrin, 1982-83
- Un homme nommé Jésus, Perrin, 1983
- Victor Hugo, Perrin, 1984
- Les Assassins, Perrin, 1986
- Destin fabuleux, Perrin, 1987
- Alain Decaux raconte l'Histoire de France aux enfants, Perrin, 1987 (n. ed. 1995)
- Alain Decaux raconte la Révolution française aux enfants, Perrin, 1988 (n. ed. 2001)
- Alain Decaux raconte Jésus aux enfants, Perrin, 1991
- Jésus était son nom, Perrin, 1991
- Le Tapis rouge, Perrin, 1992
- Mille neuf cent quarante quatre, Perrin, 1993
- Histoires extraordinaires, Perrin, 1993
- Nouvelles histoires extraordinaires, Perrin, 1994
- Alain Decaux raconte la Bible aux enfants, Perrin, 1996
- L'Abdication, Perrin, 1996
- C'était le XXe siècle (4 tomi), Perrin et Pocket

1. De la Belle Époque aux Années folles, 1996
2. La Course à l'abîme, 1997
3. La Guerre absolue, 1998
4. De Staline à Kennedy, 1999

- Morts pour Vichy, Perrin, 2000
- L'Avorton de Dieu. Une vie de Saint Paul, Perrin, 2002
- Tous les personnages sont vrais, Perrin, 2005
- La Révolution de la Croix: Néron et les chrétiens, Perrin, 2007
- Coup d'État à l'Élysée, Perrin, 2008